# Campionato europeo di baseball 2007
Il campionato europeo di baseball 2007 è stata la trentesima edizione del campionato continentale.

## Classifica finale
| Campione d'Europa | Campione d'Europa | Campione d'Europa |
| --- | --- | --- |
| Paesi Bassi | | |
| Argento | Regno Unito | |
| Bronzo | Spagna | |
| 4 | Germania | |
| 5 | Francia | |
| 6 | Svezia | |
| 7 | Italia | V · D · M Nazionale italiana · Europei 2007 1 De Santis · 2 Carrara · 3 Richetti · 4 Patrone · 5 Parisi · 6 Mazzanti · 7 Dallospedale · 8 Liddi · 9 Santora · 10 Chapelli · 11 Buccheri · 12 Chiarini · 13 Pezzullo · 14 D'Angelo · 15 Norrito · 16 Corradini · 17 Di Roma · 18 Maestri · 19 Milano · 20 Ceriani · 21 De Biase · 22 Mazzuca · 23 La Fera · 24 Avagnina · Manager: Faraone |
| 8 | Croazia | |
| 9 | Ucraina | |
| 10 | Russia | |
| 11 | Austria | |
| 12 | Rep. Ceca | |
| Nazionale italiana · Europei 2007 | | |
| 1 De Santis · 2 Carrara · 3 Richetti · 4 Patrone · 5 Parisi · 6 Mazzanti · 7 Dallospedale · 8 Liddi · 9 Santora · 10 Chapelli · 11 Buccheri · 12 Chiarini · 13 Pezzullo · 14 D'Angelo · 15 Norrito · 16 Corradini · 17 Di Roma · 18 Maestri · 19 Milano · 20 Ceriani · 21 De Biase · 22 Mazzuca · 23 La Fera · 24 Avagnina · Manager: Faraone | 1 De Santis · 2 Carrara · 3 Richetti · 4 Patrone · 5 Parisi · 6 Mazzanti · 7 Dallospedale · 8 Liddi · 9 Santora · 10 Chapelli · 11 Buccheri · 12 Chiarini · 13 Pezzullo · 14 D'Angelo · 15 Norrito · 16 Corradini · 17 Di Roma · 18 Maestri · 19 Milano · 20 Ceriani · 21 De Biase · 22 Mazzuca · 23 La Fera · 24 Avagnina · Manager: Faraone | Italia (bandiera) |